# Поместье Суития
Поместье Суития (, швед. Svidja) — поместье, расположенное в Уусимаа Сиунтио, которая восходит к средневековой Финляндии.
Первые камни нынешнего главного здания датируются 1540-ми годами, нынешняя планировка — началом XX-го века.
К 2020 году земли поместья занимают 726 акров, на их территории построено более 60 построек.
Основное здание имеет площадь 1 300 квадратных метров.
Поместье находится в деревне Сиунтио, к северу от церковной деревни Сиунтио. Региональная дорога 116 между Кирконкюля и центральным вокзалом Лохья проходит с восточной стороны поместья. К югу от усадьбы протекает река Кирккойоки, по которой протекает церковь Сиунтио.
Поместье Суития и церковь Сиунтио вместе образуют одну из национальных значимых архитектурных культурных сред Финляндии, определённых Национальным советом по древностям.

## История усадьбы

### Ранняя история
История фермы восходит как минимум к XV веку.
Впервые поместье упоминается в пограничном документе 1420 года, в котором владелец фермы упоминается как владелец замка Хяме(крепости Тавастегус) Бьёрн Рагвальдсон, судья суда Расеборга.
Ферма, возможно, была основана его отцом, Рагвальдом Рагвальдссоном, путём слияния нескольких небольших ферм. Первоначальное название фермы должно быть Syrjä. Элин, дочь Бьёрна Рагвальдссона, вышла замуж за советника Йоакима Флеминга, поэтому в 1494 году поместье перешло к семье Флемингов.

### Время фламандцев
Во время Флемингов, усадьба была названа Svidja, который был переведен на Suitia на финском, возможно, в качестве ссылки на усадьбу Qvidja или Kuitia, принадлежащую семье Парайнен. Фламандцы расширили земли Суитии, и у поместья даже была собственная гавань на берегу моря в устье реки Пиккаланйоки.
В 1530-х годах советник Эрик Флеминг основал первый в Финляндии Rautaruukki на землях Суития.
Суитянский металлургический завод (также известный как Nyby Ironworks) работал вдоль реки Сиунтионйоки в порогах Кварнби до 1550-х годов. Клаус Флеминг, который был влиятельным командиром Финляндии, почти всю свою жизнь прожил в Суитии. Фламандцы владели имением до 1599 г., а затем в 1661—1679 гг.
Поместье принадлежало наследницам семьи до 1730 года, после чего было продано маршалу Карлу Генрику Врангелю. С 1754 по 1813 год поместье принадлежало Фрайгерру Рейтерхольм.

### XIX и XX века
В 1822 году поместье было передано в залог корнету Класу Роберту Фаворину, который перепродал поместье в 1838 году. С 1838 по 1874 год владельцем был лейтенант Карл Людвиг фон Зансен, который оставил ферму в наследство своей дочери Генриетте фон Зансен. Она была замужем за генерал-майором Вильгельмом фон Кремером, который продал ферму в 1898 году Августу Вреде аф Элиме. Бои в районе поместья велись в начале Гражданской войны в Финляндии, когда местная Шюцкор укрепила главное здание после осады Красной гвардии. Август Вреде после того, как был объявлен банкротом в 1933 году, ферма была выкуплена государством.
После того, как в 1933 году финское государство выкупило ферму с правом преимущественной покупки, Министерство социальных дел передало её в распоряжение Ассоциации инвалидов войны за независимость в качестве трудовой службы. В 1944 году хозяйство было передано Братству инвалидов войны.
В 1975—2007 годах усадьба использовалась факультетом сельского хозяйства и лесоводства Хельсинкского университета в качестве исследовательского и экспериментального помещения. С 2007 года о Суитии заботятся совместно университет, Ассоциация работников и близлежащее поместье Гордскулла..
В 2015 году бизнесмен Антти Херлин и братья Гордскулла Густав и Хенрик Ренберги приобрели поместье Suitia у Senate Properties за 11,7 миллиона евро. Эдускунта одобрила сделку. Однако вскоре Антти Херлин продал свою долю. Ренберги, известные как разводчики мясного скота, превратили поместье в компанию с ограниченной ответственностью, арендовали его как место для проведения свадеб и встреч и открыли там кафе. Летом 2020 года главное здание усадьбы и восемь гектаров земли вокруг него были выставлены на продажу по цене 4,8 миллиона евро.

## Главное здание
Главное здание усадьбы из серого камня было построено советником Эриком Флемингом в 1540-х годах.
С 1541 года строительными работами руководил Таллиннский каменотёс Томас Томассон, который, среди прочего, изготовил оконные рамы из известняка, открытый камин и бассейн с водой. В здании два этажа на высоком цокольном этаже. Каменные стены были выполнены в оборонительных целях толщиной более метра. В то время в здании было четыре очень редких стеклянных окна. Владелец поместья Эсбьорн Рейтерхольм перестроил второй этаж в начале 1760-х годов. Он был разработан мастером-каменщиком Сэмюэлем Бернером.

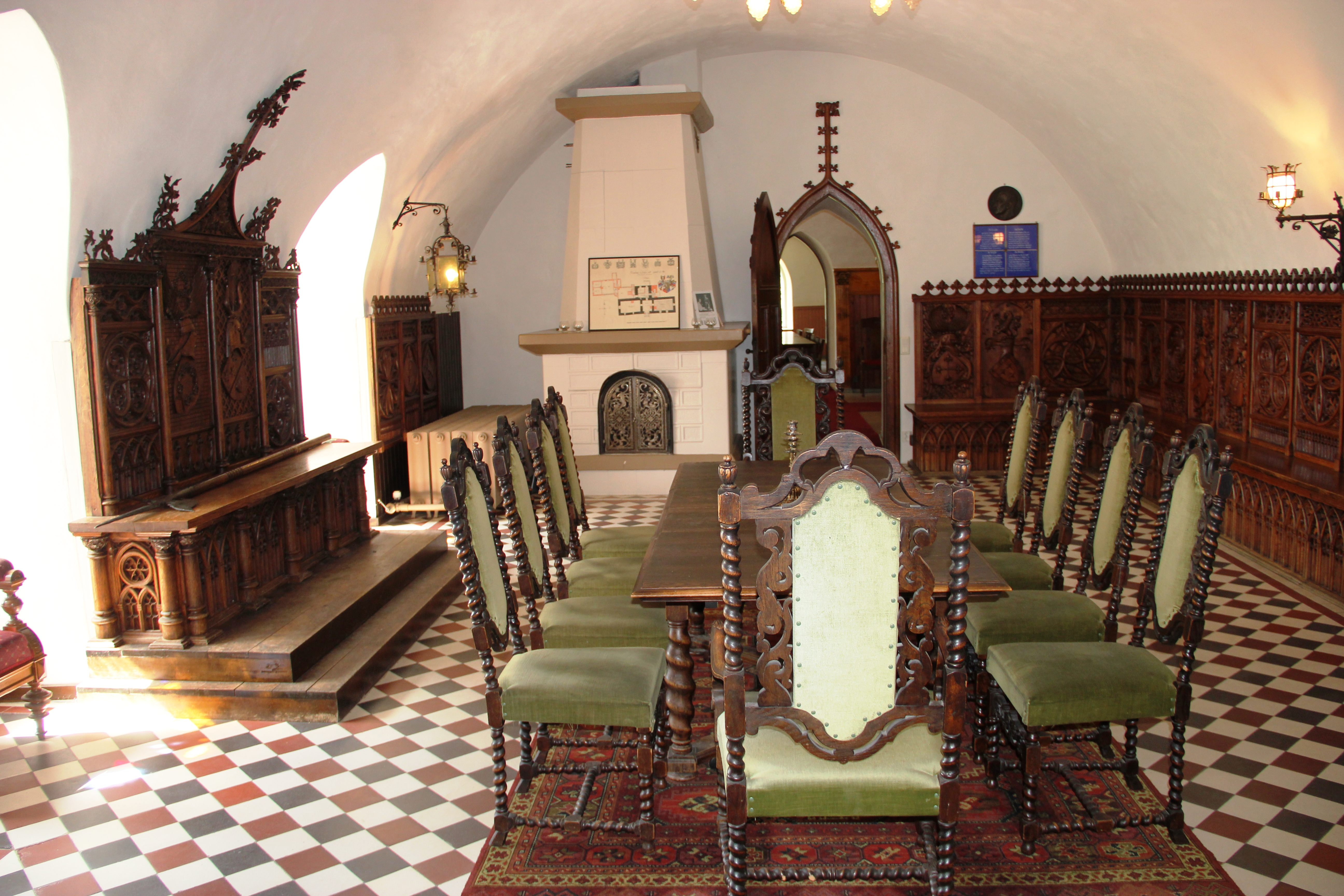
Рыцарский зал с противоположной стороны.

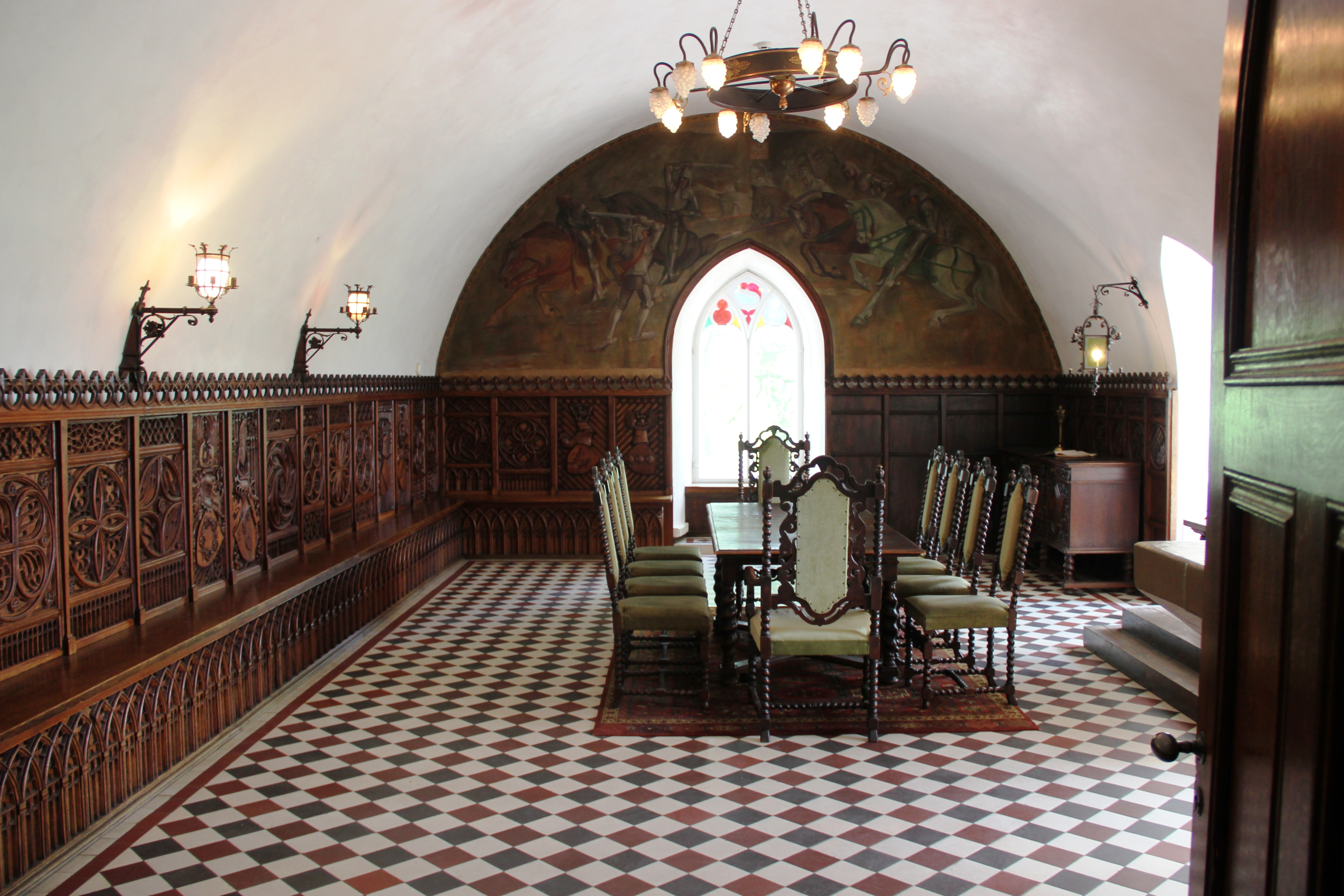
Рыцарский зал от двери. В связи с реконструкцией, завершенной в 1906 году, на первом этаже был создан рыцарский зал, планы которого были написаны художником Акселем Хаартманом.

Нынешняя планировка здания относится к рубежу XIX и XX веков и была завершена в 1906 году.
Август Вреде, владевший усадьбой в то время, заказал изменение стиля позднего средневековья и готики, воплощенного в зубчатых щетках, сужающихся оконных и дверных проемах, а также в башне. Вреде, очевидно, сам спланировал изменения, которые должны были относиться ко времени фламандцев. Конечный результат соответствует изображению средневекового каменного замка Вреде и его другом художником Акселем Хаартманом, а не столько оригинальному внешнему виду здания.
Помещения первого этажа переоборудованы в рыцарский зал и оружейную. Хаартман нарисовал фреску с изображением битвы при Киркхольме на торцевой стене Рыцарского зала, а плотник Карл Эдвард Эстерблом вырезал на деревянных панелях стеновых барельефов, изображающих дворянские гербы бывших владельцев поместья. Во время Вреде было построено кухонное крыло, построенное в 1906 году.

С 1987 по 1995 год главное здание пустовало и принадлежало Национальному совету древностей. Хельсинкский университет отремонтировал главное здание в соответствии с планами Национального управления древностей в 1997—1999 годах.

## Суития как место съемок фильмов
На территории и поместья были сняты фильмы «Наследник Тоттисалми» (1940), «Зелёная палата» Линнайнена (1945), Росво-Роопе (1949), «Ведьма возвращается к жизни» (1952), «Звезды говорят», «Комиссар Палму» (1962) и «Золотая лихорадка Куммели» (1997).
В звездах The Stars Tell внешние фотографии особняка комиссара Палму Майора Ваденблика были сфотографированы во внутреннем дворе Суитии и вокруг него, внутри помещения, построенного студией.

## Галерея

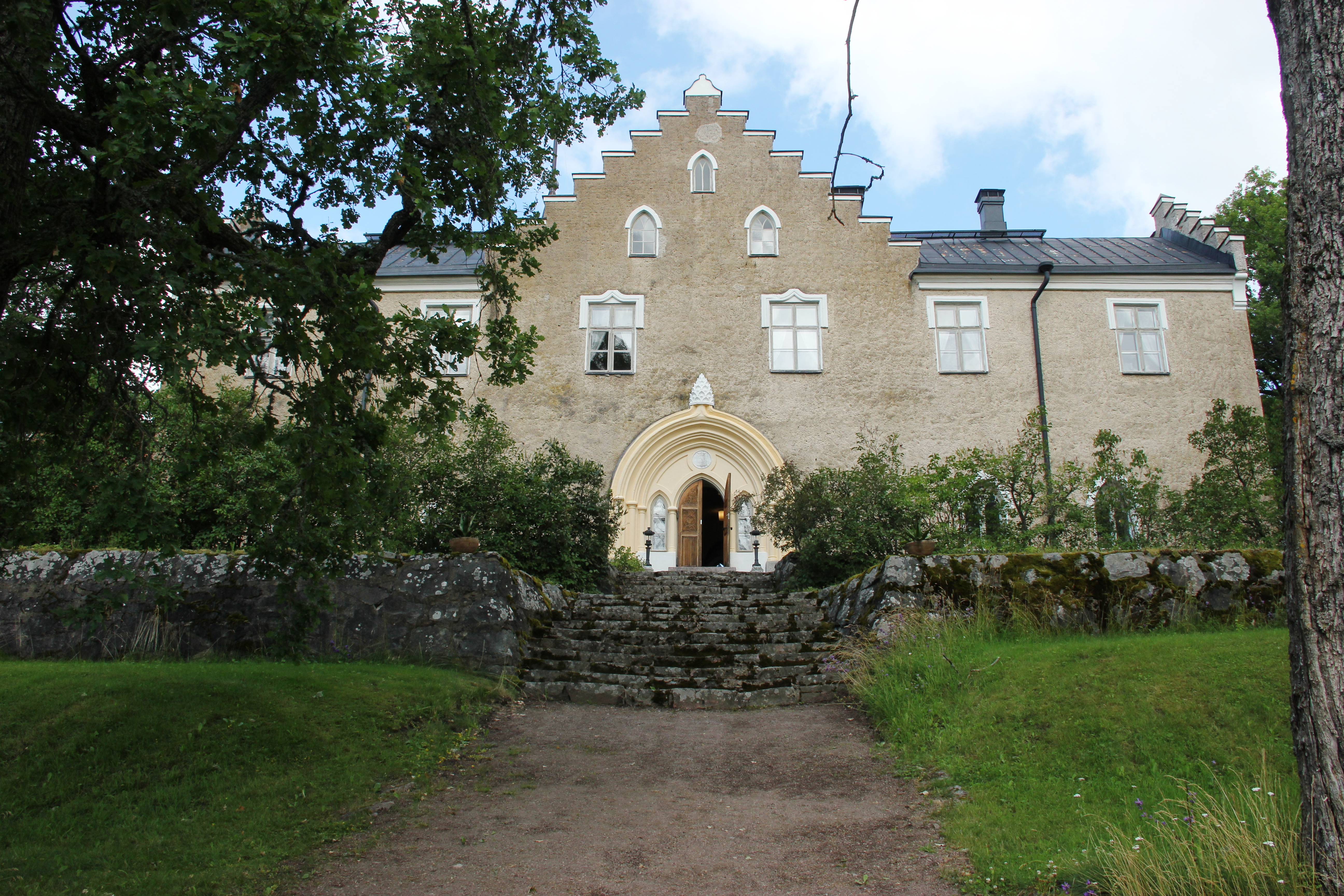
Главное здание со стороны сада.
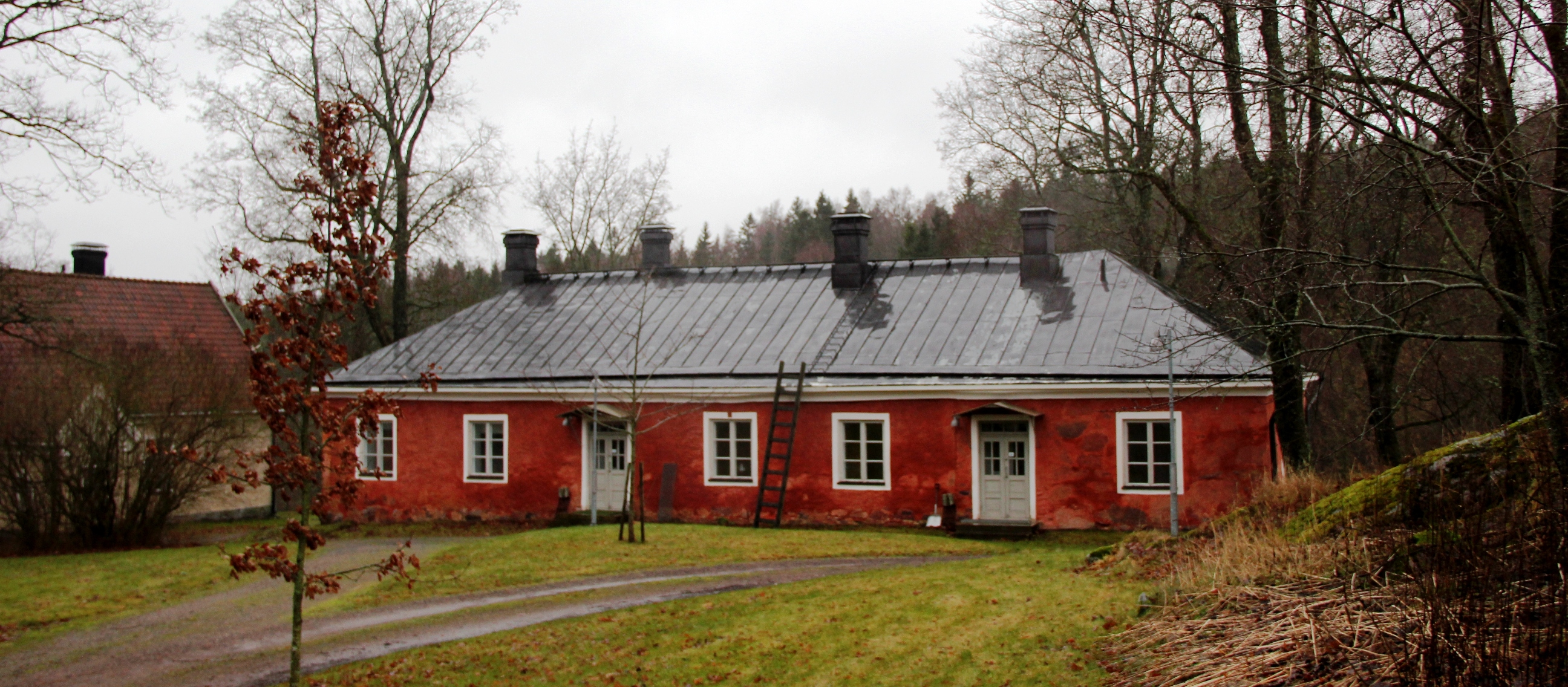
Флигель.
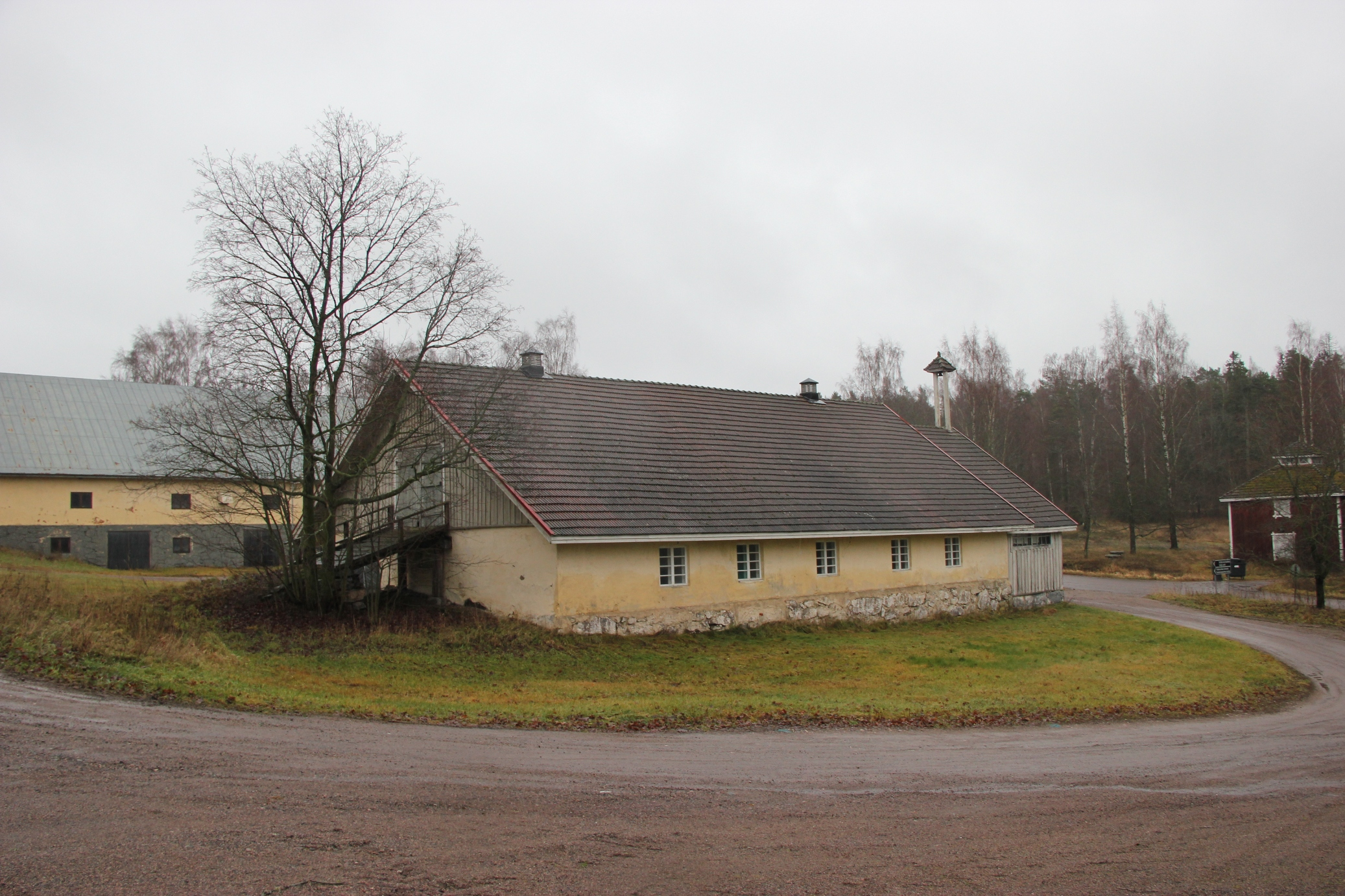
Уоллоп.
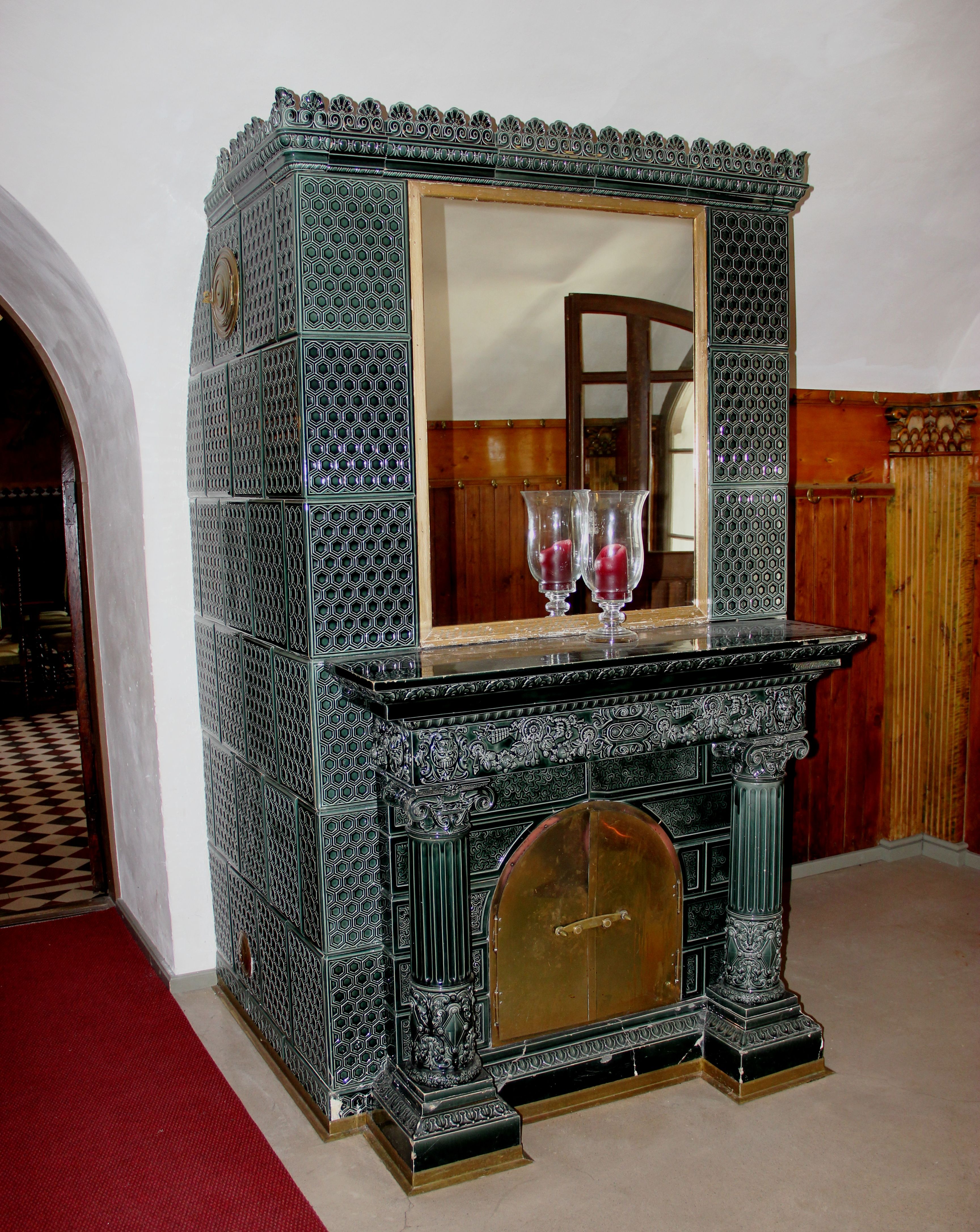
Духовка в прихожей
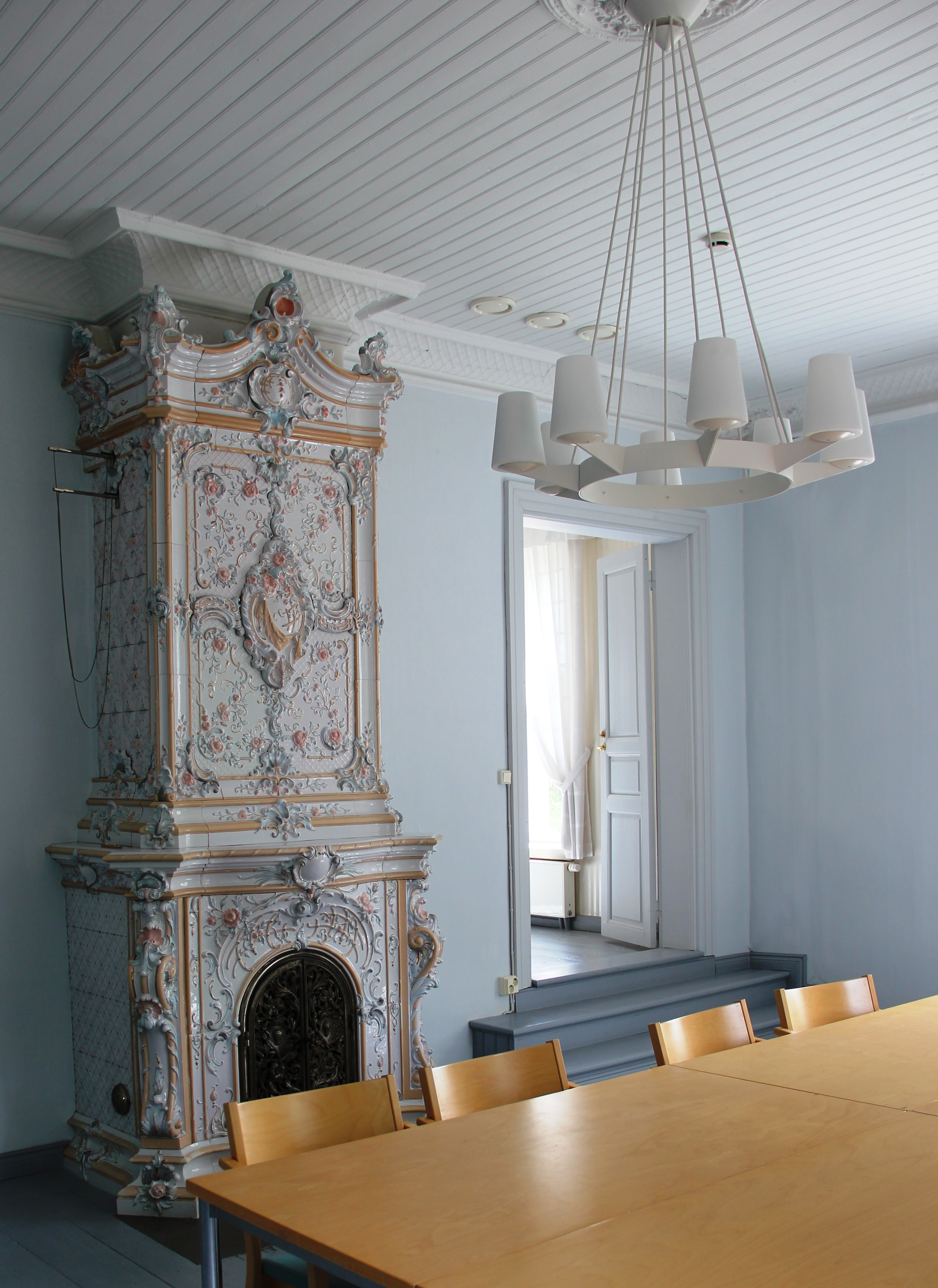
Духовка наверху.
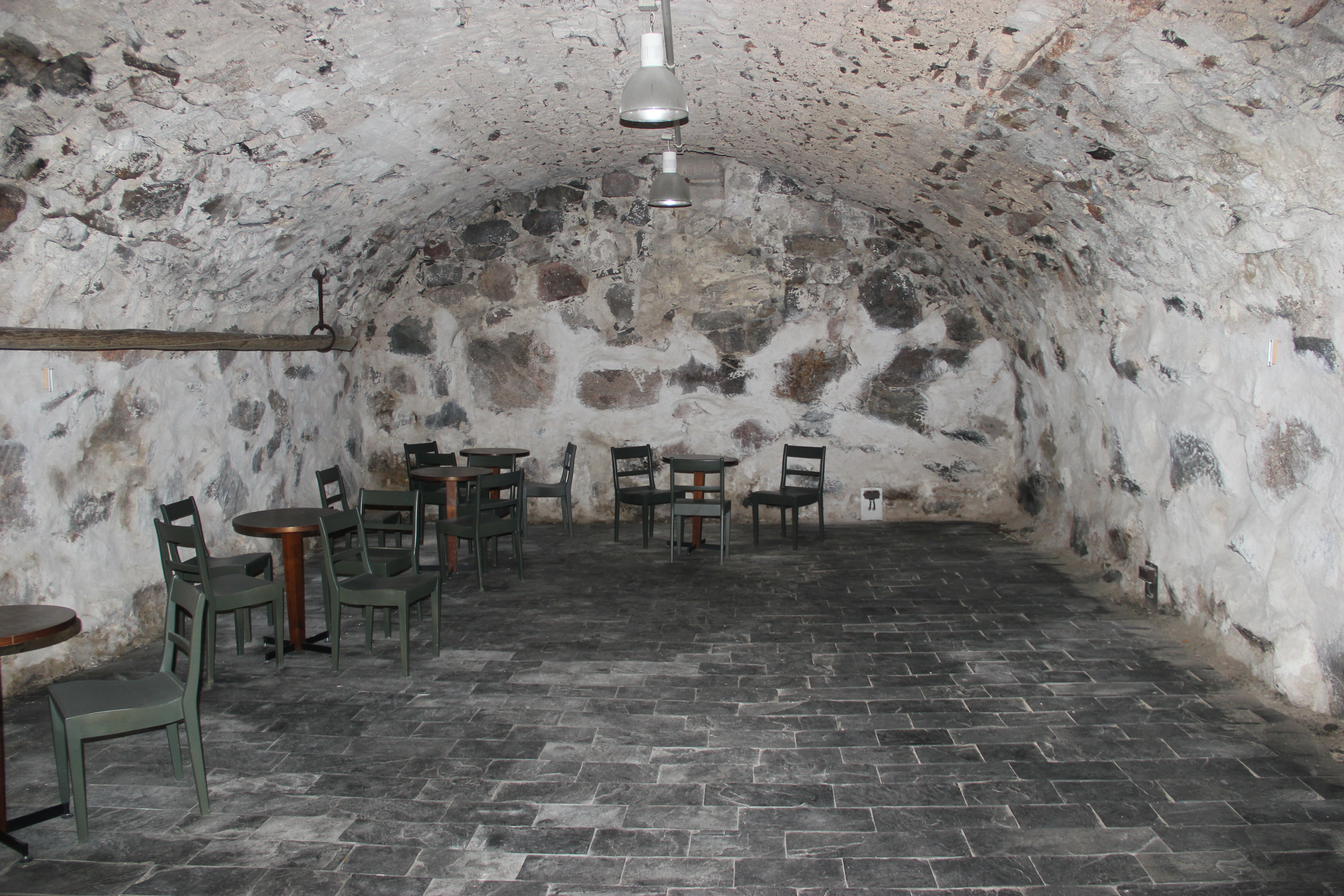
Уцелевший средневековый погреб под главным зданием.